# Мор, Эмре
Эмре́ Мор (тур. и дат. Emre Mor; 24 июля 1997, Брёнсхёй, Копенгаген) — турецкий и датский футболист, полузащитник клуба «Фенербахче». Был игроком сборной Турции.
Эмре родился в Дании в семье турецких иммигрантов.

## Клубная карьера
Мор начал карьеру, выступая за молодёжные команды клубов «Брёнсхёй» и «Люнгбю». В конце 2013 года он тренировался с французским «Сент-Этьеном», но контракт не подписал. В начале 2015 года Эмре подписал контракт с «Норшелланном», несмотря на интерес со стороны английского «Манчестер Юнайтед», дортмундской «Боруссии», амстердамского «Аякса» и «Галатасарая». 28 ноября в матче против «Раннерс» Мор дебютировал в датской Суперлиге. 28 февраля 2016 года в поединке против «Викинга» он забил свой первый гол за «Норшелланн».
7 июня 2016 года Эмре подписал пятилетний контракт с дортмундской «Боруссией». Сумма трансфера оценивается в 9,5 миллионов евро.
17 сентября 2016 года в матче против «Дармштадт 98» Мор дебютировал в Бундеслиге, заменив во втором тайме Усмана Дембеле. В этом же поединке он забил свой первый гол за «Боруссию». В своём дебютном сезоне Мор помог клубу выиграть Кубок Германии.
29 августа 2017 года Эмре перешёл в испанскую «Сельту» за 13 миллионов евро. Контракт подписан сроком на 5 лет. 10 сентября в матче против «Алавеса» он дебютировал в Ла Лиге. 16 октября в поединке против «Лас-Пальмаса» Мор забил свой первый гол за «Сельту».

## Карьера в сборных
В начале карьеры Эмре активно выступал за юношеские сборные Дании различных возрастов. В 2016 году он получил предложение от Федерации футбола Турции выступать за команду исторической родины. В том же году он дебютировал за молодёжную национальную команду. 29 мая 2016 года в товарищеском матче против сборной Черногории Мор дебютировал за сборную Турции, заменив во втором тайме Волкана Шена.
Летом того же года Эмре принял участие в чемпионате Европы во Франции. На турнире он сыграл в матчах против команд Хорватии и Чехии.
27 марта 2017 года в поединке против сборной Молдовы Мор забил свой первый гол за национальную команду.

## Достижения
«Боруссия» (Дортмунд)
- Обладатель Кубка Германии: 2016/17

## Статистика выступлений

### Клубная статистика
По состоянию на 9 июля 2017 года
| Выступление         | Выступление      | Выступление      | Лига | Лига | Кубки | Кубки | Еврокубки | Еврокубки | Остальные | Остальные | Итого | Итого |
| Клуб                | Лига             | Сезон            | Игры | Голы | Игры  | Голы  | Игры      | Голы      | Игры      | Голы      | Игры  | Голы  |
| ------------------- | ---------------- | ---------------- | ---- | ---- | ----- | ----- | --------- | --------- | --------- | --------- | ----- | ----- |
| Норшелланн          | Высшая лига      | 2015/16          | 13   | 2    | 0     | 0     | 0         | 0         | 0         | 0         | 13    | 2     |
| Норшелланн          | Итого            | Итого            | 13   | 2    | 0     | 0     | 0         | 0         | 0         | 0         | 13    | 2     |
| Боруссия (Дортмунд) | Бундеслига       | 2016/17          | 12   | 1    | 3     | 0     | 3         | 0         | 1         | 0         | 19    | 1     |
| Боруссия (Дортмунд) | Итого            | Итого            | 12   | 1    | 3     | 0     | 3         | 0         | 1         | 0         | 19    | 1     |
| Сельта              | Примера          | 2017/18          | 0    | 0    | 0     | 0     | 0         | 0         | 0         | 0         | 0     | 0     |
| Сельта              | Итого            | Итого            | 0    | 0    | 0     | 0     | 0         | 0         | 0         | 0         | 0     | 0     |
| Всего за карьеру    | Всего за карьеру | Всего за карьеру | 25   | 3    | 3     | 0     | 3         | 0         | 1         | 0         | 32    | 3     |

### Матчи за сборную
| Матчи и голы Эмре Мора за сборную Турции | Матчи и голы Эмре Мора за сборную Турции | Матчи и голы Эмре Мора за сборную Турции | Матчи и голы Эмре Мора за сборную Турции | Матчи и голы Эмре Мора за сборную Турции | Матчи и голы Эмре Мора за сборную Турции |
| №                                        | Дата                                     | Соперник                                 | Счёт                                     | Голы                                     | Соревнование                             |
| ---------------------------------------- | ---------------------------------------- | ---------------------------------------- | ---------------------------------------- | ---------------------------------------- | ---------------------------------------- |
| 1                                        | 29 мая 2016 года                         | Черногория                               | 1:0                                      | —                                        | Товарищеский матч                        |
| 2                                        | 5 июня 2016 года                         | Словения                                 | 1:0                                      | —                                        | Товарищеский матч                        |
| 3                                        | 12 июня 2016 года                        | Хорватия                                 | 0:1                                      | —                                        | ЧЕ-2016                                  |
| 4                                        | 21 июня 2016 года                        | Чехия                                    | 2:0                                      | —                                        | ЧЕ-2016                                  |
| 5                                        | 31 августа 2016 года                     | Россия                                   | 0:0                                      | —                                        | Товарищеский матч                        |
| 6                                        | 5 сентября 2016 года                     | Хорватия                                 | 1:1                                      | —                                        | Отборочные матчи ЧМ-2018                 |
| 7                                        | 6 октября 2016 года                      | Украина                                  | 2:2                                      | —                                        | Отборочные матчи ЧМ-2018                 |
| 8                                        | 9 октября 2016 года                      | Исландия                                 | 0:2                                      | —                                        | Отборочные матчи ЧМ-2018                 |
| 9                                        | 24 марта 2017 года                       | Финляндия                                | 2:0                                      | —                                        | Отборочные матчи ЧМ-2018                 |
| 10                                       | 27 марта 2017 года                       | Молдова                                  | 3:1                                      | 1                                        | Товарищеский матч                        |

Итого: 10 матчей / 1 гол; 5 побед, 3 ничьих, 2 поражения.
По состоянию на 27 марта 2017 года